# 2018-as Formula–1 mexikói nagydíj
A mexikói nagydíj volt a 2018-as Formula–1 világbajnokság tizenkilencedik futama volt, amelyet 2018. október 26. és október 28. között rendeztek meg az Autódromo Hermanos Rodríguez versenypályán, Mexikóvárosban.

## Választható keverékek
| Abroncs            | Friss | Használt |
| ------------------ | ----- | -------- |
| Szuperlágy keverék |       |          |
| Ultralágy keverék  |       |          |
| Hiperlágy keverék  |       |          |
| Átmeneti esőgumi   |       |          |
| Teljes esőgumi     |       |          |

## Szabadedzések

### Első szabadedzés
A mexikói nagydíj első szabadedzését október 26-án, pénteken délelőtt tartották.
| helyezés | versenyző          | csapat/motor         | elért idő  | különbség | futott kör |
| -------- | ------------------ | -------------------- | ---------- | --------- | ---------- |
| 1        | Max Verstappen     | Red Bull-TAG Heuer   | 1:16,656   | −         | 19         |
| 2        | Daniel Ricciardo   | Red Bull-TAG Heuer   | 1:17,139   | +0,483    | 19         |
| 3        | Carlos Sainz Jr.   | Renault              | 1:17,926   | +1,270    | 20         |
| 4        | Nico Hülkenberg    | Renault              | 1:18,028   | +1,372    | 21         |
| 5        | Lewis Hamilton     | Mercedes             | 1:18,075   | +1,419    | 23         |
| 6        | Valtteri Bottas    | Mercedes             | 1:18,322   | +1,666    | 27         |
| 7        | Sebastian Vettel   | Ferrari              | 1:18,746   | +2,090    | 17         |
| 8        | Kimi Räikkönen     | Ferrari              | 1:18,936   | +2,280    | 22         |
| 9        | Brendon Hartley    | Toro Rosso-Honda     | 1:19,024   | +2,368    | 29         |
| 10       | Nicholas Latifi    | Force India-Mercedes | 1:19,078   | +2,422    | 23         |
| 11       | Sergio Pérez       | Force India-Mercedes | 1:19,124   | +2,468    | 29         |
| 12       | Antonio Giovinazzi | Sauber-Ferrari       | 1:19,134   | +2,478    | 25         |
| 13       | Romain Grosjean    | Haas-Ferrari         | 1:19,276   | +2,620    | 26         |
| 14       | Marcus Ericsson    | Sauber-Ferrari       | 1:19,312   | +2,656    | 28         |
| 15       | Lando Norris       | McLaren-Renault      | 1:19,646   | +2,990    | 23         |
| 16       | Stoffel Vandoorne  | McLaren-Renault      | 1:19,716   | +3,060    | 29         |
| 17       | Kevin Magnussen    | Haas-Ferrari         | 1:19,853   | +3,197    | 28         |
| 18       | Szergej Szirotkin  | Williams-Mercedes    | 1:19,899   | +3,243    | 30         |
| 19       | Lance Stroll       | Williams-Mercedes    | 1:20,142   | +3,486    | 26         |
| 20       | Pierre Gasly       | Toro Rosso-Honda     | idő nélkül | –         | 2          |

### Második szabadedzés
A mexikói nagydíj második szabadedzését október 26-án, pénteken délután tartották.
| helyezés | versenyző         | csapat/motor         | elért idő | különbség | futott kör |
| -------- | ----------------- | -------------------- | --------- | --------- | ---------- |
| 1        | Max Verstappen    | Red Bull-TAG Heuer   | 1:16,720  | −         | 21         |
| 2        | Daniel Ricciardo  | Red Bull-TAG Heuer   | 1:16,873  | +0,153    | 32         |
| 3        | Carlos Sainz Jr.  | Renault              | 1:17,953  | +1,233    | 35         |
| 4        | Sebastian Vettel  | Ferrari              | 1:17,954  | +1,234    | 42         |
| 5        | Nico Hülkenberg   | Renault              | 1:18,046  | +1,326    | 36         |
| 6        | Brendon Hartley   | Toro Rosso-Honda     | 1:18,061  | +1,341    | 35         |
| 7        | Lewis Hamilton    | Mercedes             | 1:18,100  | +1,380    | 40         |
| 8        | Kimi Räikkönen    | Ferrari              | 1:18,133  | +1,413    | 42         |
| 9        | Valtteri Bottas   | Mercedes             | 1:18,140  | +1,420    | 40         |
| 10       | Sergio Pérez      | Force India-Mercedes | 1:18,167  | +1,447    | 24         |
| 11       | Esteban Ocon      | Force India-Mercedes | 1:18,485  | +1,765    | 24         |
| 12       | Romain Grosjean   | Haas-Ferrari         | 1:18,733  | +2,013    | 39         |
| 13       | Charles Leclerc   | Sauber-Ferrari       | 1:19,024  | +2,304    | 39         |
| 14       | Pierre Gasly      | Toro Rosso-Honda     | 1:19,047  | +2,327    | 36         |
| 15       | Stoffel Vandoorne | McLaren-Renault      | 1:19,096  | +2,376    | 30         |
| 16       | Lance Stroll      | Williams-Mercedes    | 1:19,219  | +2,499    | 25         |
| 17       | Marcus Ericsson   | Sauber-Ferrari       | 1:19,322  | +2,602    | 41         |
| 18       | Szergej Szirotkin | Williams-Mercedes    | 1:19,335  | +2,615    | 37         |
| 19       | Fernando Alonso   | McLaren-Renault      | 1:19,543  | +2,823    | 31         |
| 20       | Kevin Magnussen   | Haas-Ferrari         | 1:19,670  | +2,950    | 35         |

### Harmadik szabadedzés
A mexikói nagydíj harmadik szabadedzését október 27-én, szombaton délelőtt tartották, részben esős körülmények között.
| helyezés | versenyző         | csapat/motor         | elért idő  | különbség | futott kör |
| -------- | ----------------- | -------------------- | ---------- | --------- | ---------- |
| 1        | Max Verstappen    | Red Bull-TAG Heuer   | 1:16,284   | −         | 9          |
| 2        | Lewis Hamilton    | Mercedes             | 1:16,538   | +0,254    | 9          |
| 3        | Sebastian Vettel  | Ferrari              | 1:16,566   | +0,282    | 11         |
| 4        | Daniel Ricciardo  | Red Bull-TAG Heuer   | 1:17,028   | +0,744    | 7          |
| 5        | Kimi Räikkönen    | Ferrari              | 1:17,045   | +0,761    | 16         |
| 6        | Charles Leclerc   | Sauber-Ferrari       | 1:17,059   | +0,775    | 13         |
| 7        | Carlos Sainz Jr.  | Renault              | 1:17,336   | +1,052    | 11         |
| 8        | Pierre Gasly      | Toro Rosso-Honda     | 1:17,525   | +1,241    | 16         |
| 9        | Marcus Ericsson   | Sauber-Ferrari       | 1:17,565   | +1,281    | 14         |
| 10       | Nico Hülkenberg   | Renault              | 1:17,623   | +1,339    | 10         |
| 11       | Esteban Ocon      | Force India-Mercedes | 1:17,731   | +1,447    | 10         |
| 12       | Sergio Pérez      | Force India-Mercedes | 1:17,819   | +1,535    | 10         |
| 13       | Romain Grosjean   | Haas-Ferrari         | 1:18,145   | +1,861    | 10         |
| 14       | Stoffel Vandoorne | McLaren-Renault      | 1:18,445   | +2,161    | 15         |
| 15       | Fernando Alonso   | McLaren-Renault      | 1:18,548   | +2,264    | 11         |
| 16       | Brendon Hartley   | Toro Rosso-Honda     | 1:18,637   | +2,353    | 10         |
| 17       | Szergej Szirotkin | Williams-Mercedes    | 1:18,669   | +2,385    | 9          |
| 18       | Lance Stroll      | Williams-Mercedes    | 1:18,698   | +2,414    | 8          |
| 19       | Valtteri Bottas   | Mercedes             | 1:18,839   | +2,555    | 5          |
| 20       | Kevin Magnussen   | Haas-Ferrari         | idő nélkül | –         | 1          |

## Időmérő edzés
A mexikói nagydíj időmérő edzését október 27-én, szombaton futották.
| helyezés              | rajtszám | versenyző         | csapat/motor         | 1. rész  | 2. rész    | 3. rész  | rajthely | futott kör |
| --------------------- | -------- | ----------------- | -------------------- | -------- | ---------- | -------- | -------- | ---------- |
| 1                     | 3        | Daniel Ricciardo  | Red Bull-TAG Heuer   | 1:15,866 | 1:15,845   | 1:14,759 | 1        | 16         |
| 2                     | 33       | Max Verstappen    | Red Bull-TAG Heuer   | 1:15,756 | 1:15,640   | 1:14,785 | 2        | 15         |
| 3                     | 44       | Lewis Hamilton    | Mercedes             | 1:15,673 | 1:15,644   | 1:14,894 | 3        | 20         |
| 4                     | 5        | Sebastian Vettel  | Ferrari              | 1:16,089 | 1:15,715   | 1:14,970 | 4        | 16         |
| 5                     | 77       | Valtteri Bottas   | Mercedes             | 1:15,580 | 1:15,923   | 1:15,160 | 5        | 22         |
| 6                     | 7        | Kimi Räikkönen    | Ferrari              | 1:16,446 | 1:15,996   | 1:15,330 | 6        | 20         |
| 7                     | 27       | Nico Hülkenberg   | Renault              | 1:16,498 | 1:16,126   | 1:15,827 | 7        | 18         |
| 8                     | 55       | Carlos Sainz Jr.  | Renault              | 1:16,813 | 1:16,188   | 1:16,084 | 8        | 18         |
| 9                     | 16       | Charles Leclerc   | Sauber-Ferrari       | 1:16,862 | 1:16,320   | 1:16,189 | 9        | 20         |
| 10                    | 9        | Marcus Ericsson   | Sauber-Ferrari       | 1:16,701 | 1:16,633   | 1:16,513 | 10       | 20         |
| 11                    | 31       | Esteban Ocon      | Force India-Mercedes | 1:16,252 | 1:16,844   |          | 11       | 16         |
| 12                    | 14       | Fernando Alonso   | McLaren-Renault      | 1:16,857 | 1:16,871   |          | 12       | 12         |
| 13                    | 11       | Sergio Pérez      | Force India-Mercedes | 1:16,242 | 1:17,167   |          | 13       | 16         |
| 14                    | 28       | Brendon Hartley   | Toro Rosso-Honda     | 1:16,682 | 1:17,184   |          | 14       | 12         |
| 15                    | 10       | Pierre Gasly      | Toro Rosso-Honda     | 1:16,828 | idő nélkül |          | 20[1]    | 11         |
| 16                    | 8        | Romain Grosjean   | Haas-Ferrari         | 1:16,911 |            |          | 18[2]    | 9          |
| 17                    | 2        | Stoffel Vandoorne | McLaren-Renault      | 1:16,966 |            |          | 15       | 6          |
| 18                    | 20       | Kevin Magnussen   | Haas-Ferrari         | 1:17,599 |            |          | 16       | 9          |
| 19                    | 18       | Lance Stroll      | Williams-Mercedes    | 1:17,689 |            |          | 17       | 5          |
| 20                    | 35       | Szergej Szirotkin | Williams-Mercedes    | 1:17,886 |            |          | 19       | 6          |
| 107%-os idő: 1:20,870 |          |                   |                      |          |            |          |          |            |

Megjegyzés:
- ↑ 1:  — Pierre Gasly autójában teljes erőforrást cseréltek, ezért 35 rajthelyes büntetést kapott.[3]
- ↑ 2:  — Romain Grosjean 3 rajthelyes büntetést kapott erre a futamra az előző versenyen Charles Leclerc ellen okozott balesetéért.[4]

## Futam
A mexikói nagydíj futama október 28-án, vasárnap rajtolt.
| helyezés | rajtszám | versenyző         | csapat/motor         | futott kör | idő/kiesés oka   | rajthely | abroncs | pont |
| -------- | -------- | ----------------- | -------------------- | ---------- | ---------------- | -------- | ------- | ---- |
| 1        | 33       | Max Verstappen    | Red Bull-TAG Heuer   | 71         | 1:38:28,851      | 2        |         | 25   |
| 2        | 5        | Sebastian Vettel  | Ferrari              | 71         | +17,316          | 4        |         | 18   |
| 3        | 7        | Kimi Räikkönen    | Ferrari              | 71         | +49,914          | 6        |         | 15   |
| 4        | 44       | Lewis Hamilton    | Mercedes             | 71         | +1:18,738        | 3        |         | 12   |
| 5        | 77       | Valtteri Bottas   | Mercedes             | 70         | +1 kör           | 5        |         | 10   |
| 6        | 27       | Nico Hülkenberg   | Renault              | 69         | +2 kör           | 7        |         | 8    |
| 7        | 16       | Charles Leclerc   | Sauber-Ferrari       | 69         | +2 kör           | 9        |         | 6    |
| 8        | 2        | Stoffel Vandoorne | McLaren-Renault      | 69         | +2 kör           | 15       |         | 4    |
| 9        | 9        | Marcus Ericsson   | Sauber-Ferrari       | 69         | +2 kör           | 10       |         | 2    |
| 10       | 10       | Pierre Gasly      | Toro Rosso-Honda     | 69         | +2 kör           | 20       |         | 1    |
| 11       | 31       | Esteban Ocon      | Force India-Mercedes | 69         | +2 kör           | 11       |         |      |
| 12       | 18       | Lance Stroll      | Williams-Mercedes    | 69         | +2 kör           | 17       |         |      |
| 13       | 35       | Szergej Szirotkin | Williams-Mercedes    | 69         | +2 kör           | 19       |         |      |
| 14[1]    | 28       | Brendon Hartley   | Toro Rosso-Honda     | 69         | +2 kör           | 14       |         |      |
| 15       | 20       | Kevin Magnussen   | Haas-Ferrari         | 69         | +2 kör           | 16       |         |      |
| 16       | 8        | Romain Grosjean   | Haas-Ferrari         | 68         | +3 kör           | 18       |         |      |
| ki       | 3        | Daniel Ricciardo  | Red Bull-TAG Heuer   | 61         | sebességváltó    | 1        |         |      |
| ki       | 11       | Sergio Pérez      | Force India-Mercedes | 38         | fékek            | 13       |         |      |
| ki       | 55       | Carlos Sainz Jr.  | Renault              | 28         | akkumulátor      | 8        |         |      |
| ki       | 14       | Fernando Alonso   | McLaren-Renault      | 3          | baleseti sérülés | 12       |         |      |

Megjegyzés:
- ↑ 1:  — Brendon Hartley eredetileg a 12. helyen ért célba, de utólag 5 másodperces időbüntetést kapott az Esteban Oconnal való ütközéséért.

## A világbajnokság állása a verseny után
| H   | Versenyzők       | Pont | H   | Konstruktőrök        | Pont |
| --- | ---------------- | ---- | --- | -------------------- | ---- |
| 1.  | Lewis Hamilton   | 358  | 1.  | Mercedes             | 585  |
| 2.  | Sebastian Vettel | 294  | 2.  | Ferrari              | 530  |
| 3.  | Kimi Räikkönen   | 236  | 3.  | Red Bull-TAG Heuer   | 362  |
| 4.  | Valtteri Bottas  | 227  | 4.  | Renault              | 114  |
| 5.  | Max Verstappen   | 216  | 5.  | Haas-Ferrari         | 84   |
| 6.  | Daniel Ricciardo | 146  | 6.  | McLaren-Renault      | 62   |
| 7.  | Nico Hülkenberg  | 69   | 7.  | Force India-Mercedes | 47   |
| 8.  | Sergio Pérez     | 57   | 8.  | Sauber-Ferrari       | 36   |
| 9.  | Kevin Magnussen  | 53   | 9.  | Toro Rosso-Honda     | 33   |
| 10. | Fernando Alonso  | 50   | 10. | Williams-Mercedes    | 7    |

(A teljes táblázat)

## Statisztikák
- Vezető helyen:
  - Max Verstappen: 67 kör (1-13 és 18-71)
  - Sebastian Vettel: 4 kör (14-17)
- Daniel Ricciardo 3. pole-pozíciója.
- Max Verstappen 5. futamgyőzelme.
- Valtteri Bottas 9. versenyben futott leggyorsabb köre.
- A Red Bull 59. futamgyőzelme.
- Max Verstappen 20., Sebastian Vettel 110., Kimi Räikkönen 102. dobogós helyezése.
- Lewis Hamilton 5. egyéni világbajnoki címét szerezte meg a futamon.